# Melilli
Melilli település Olaszországban, Siracusa megyében. Lakosainak száma 13 171 fő (2023. január 1.). Melilli Augusta, Carlentini, Priolo Gargallo, Siracusa és Sortino községekkel határos.

## Népesség
A település népességének változása:
| Lakosok száma | 13 598 | 13 519 | 13 171 |
|               | 2017   | 2018   | 2023   |